# Efeito Thorpe–Ingold
O efeitoThorpe-Ingold se refere à aceleração no processo de fechamento de anel (ciclização), em função da modificação de átomos de hidrogênio por grupos alquil nos carbonos tetraédricos envolvidos diretamente na reação (centros reacionais).

## Facilidade de ciclização em função dos substituintes anelares
Quando o fragmento que cicliza, (como por exemplo, ─CH2CR2CH2─), comporta grupos geminais metil (R= CH3) ou grupos alquil maiores no lugar de átomos de hidrogênio (R=H), a repulsão mútua dos grupos alquil geminais na cadeia aberta, leva a um aumento no ângulo β e, consequentemente, uma diminuição no ângulo α .

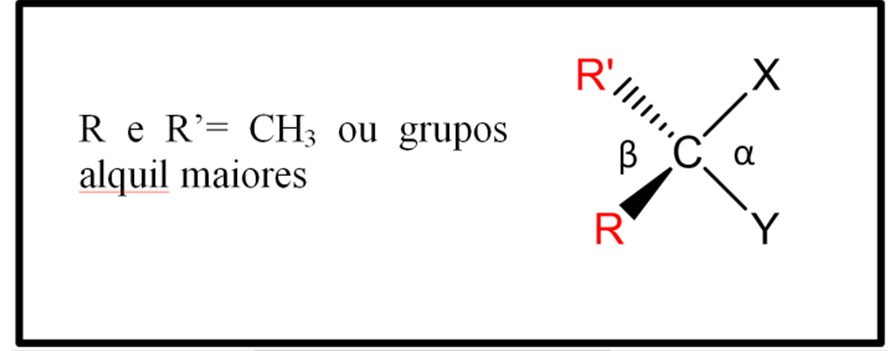
ângulo α e β

Essa diminuição dos ângulos internos deixa os grupos X e Y mais próximos promovendo a ciclização mais rapidamente. Assim, a formação do anel é facilitada na presença dos grupos geminais dialquil. Esse efeito cinético, com aumento na velocidade de ciclização, pode ser observado na tabela abaixo, quanto à ciclização de haloidrinas.
| Composto           | Velocidade de reação |
| ------------------ | -------------------- |
| HOCH2CH2Cl         | 1                    |
| HOCH2CHClCH3       | 5.5                  |
| CH3CHOHCH2Cl       | 21                   |
| HOCH2CCl(CH3)2     | 248                  |
| (CH3)2COHCH2Cl     | 252                  |
| (CH3)2COHCHClCH3   | 1360                 |
| CH3CHOHCCl(CH3)2   | 2040                 |
| (CH3)2COHCCl(CH3)2 | 11600                |

Esse efeito permanece para a formação de anéis de cinco e seis membros, no entanto, para anéis com muitos membros o efeito diminui à medida que o tamanho do anel formado aumenta, como pode ser observado através da velocidade de reação para formação de lactonas a partir de Br─(CH2)n-3 ─CR2CH2─COO─, R=CH3, onde a velocidade de reação (Krel = Kgem/KH) quando um anel de seis membros é formado é de 38,5; já com anel de nove membros o Krel é 6,62; com anel de dez membros o Krel é 1,13; e no anel de onze membros o Krel é de 0,61.
Na formação de lactona com anel de seis membros, o incremento na velocidade de ciclização também é facilitado em função do ganho entrópico e entálpico. A contribuição entálpica ocorre devido ao maior número de interações do tipo gauche presentes na cadeia aberta quando comparada ao produto cíclico final. Já a contribuição entrópica se dá, pois as ramificações reduzem a rotação na cadeia aberta mais do que no anel formado, aumentando a entropia do sistema e favorecendo o fechamento de anel.
No caso de anéis grandes a liberdade de rotação é similar à forma de cadeia aberta, assim a contribuição entrópica do efeito Thorpe-Ingold torna-se menos importante. De modo similar, espera-se que a contribuição entálpica seja insignificante para um anel grande com pouca tensão. Assim, o baixo efeito Thorpe-Ingold observado em anéis grandes é complexo e muito provavelmente envolve vários fatores.

## Restrição conformacional e síntese de isômeros seletivos
Analisando os dados cinéticos da tabela abaixo, referente a uma reação enzimática de lactonização de ácidos hidrocumarínicos substituídos, observa-se que somente um grupo metil no anel aromático, como representado na estrutura 12, não produz mudança na velocidade de ciclização, quando comparado ao ácido de referência 11. No entanto, a adição de três grupos metila (dois na cadeia lateral e um no anel aromático), como pode ser observado na estrutura 10, aprimora de maneira significativa a taxa de velocidade da reação, mesmo quando comparado a estrutura 13 que apresenta duas metilas geminais na cadeia lateral. Uma probabilidade para explicar tal fato é que as três metilas presente na estrutura 10, geram uma forte restrição conformacional, limitando a liberdade rotacional do substrato durante a reação enzimática, o que resulta em um aumento de velocidade de reação e eliminação de isômeros não específicos.

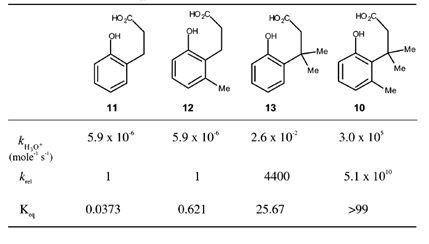
Velocidade e constante de equilíbrio para lactonização de ácido hidrocumarínicos substituídos a 30 °C em solução aquosa a 30% de dioxano